# 一宮市立西成小学校
一宮市立西成小学校（いちのみやしりつ にしなりしょうがっこう）は、愛知県一宮市にある公立小学校。

## 概況

### 教育目標
「ひとみきらきらむねわくわく」を合言葉に以下の校訓が設定されている。
- 明るく、豊かに、たくましく

### 6つの約束
- 頭文字が「よいにしなり」となっている。
  - よい子は拾おう石やごみ
  - いつもチャイムに気をつけて
  - にっこり笑ってあいさつを
  - しずかに歩こう廊下や階段
  - なんでもきちんと後片でけ
  - りっぱな体をつくる子に

### 校区
一宮市の北東部に位置し、田園地帯にあり、「青塚古墳」、「有隣舎」、「栽松寺」、「宅美神社」など歴史的建造物が多数ある。

### 児童数、職員数
- 児童 - 男209人、女169人　合計378人
- 職員 - 男7人、女19人　合計26人

かつて児童数は1,000人以上いたが少子化で年々児童数が減っている。

## 通学区域
- 大赤見の一部、大赤見字大山、大赤見字大山西、大赤見字金底、大赤見字北広手、大赤見字栽松浦、大赤見字栽松寺前、大赤見字若年西、大赤見字若年東、大赤見字西川垂、大赤見字八幡北、大赤見字八幡西、大赤見字東川垂、時之島字帯田の一部、時之島字下途の一部、時之島字上垂、時之島字八竜、西大海道（西大海道字須貝の一部と西大海道字中山の一部を除く）、丹羽（丹羽の一部と丹羽字虚空蔵の一部を除く）、柚木颪字打箱、柚木颪字西川垂、柚木颪字東川垂[1]。

## 進学先中学校
- 一宮市立西成中学校